# Janusz Haman

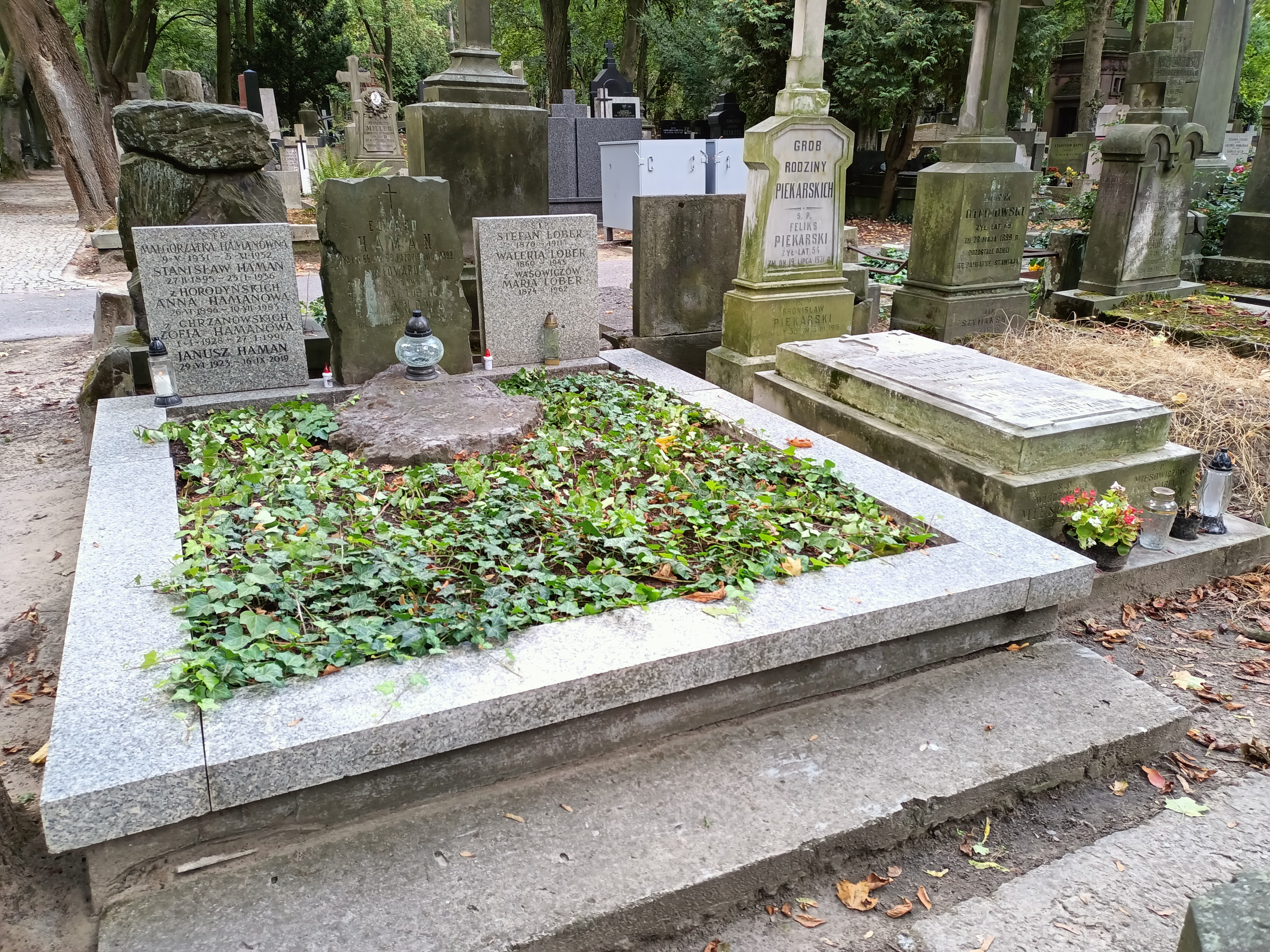
Grób Janusza Hamana na Cmentarzu Powązkowskim w Warszawie

Janusz Haman (ur. 29 czerwca 1923 w Wiesbaden, zm. 16 września 2019) – polski profesor nauk technicznych w zakresie budowy i eksploatacji maszyn rolniczych, twórca dyscypliny inżynieria rolnicza w Polsce, profesor Akademii Rolniczej w Lublinie i SGGW-AR, członek rzeczywisty PAN, doktor honoris causa multi

## Życiorys
W 1942 zdał maturę w ramach tajnego nauczania w liceum im. Stanisława Staszica w Warszawie. Studiował na Akademii Górniczej w Krakowie, Uniwersytecie Jagiellońskim oraz w krakowskiej Wyższej Szkole Rolniczej. W 1956 uzyskał stopień kandydata nauk technicznych, w 1960 habilitował się w dziedzinie nauk rolniczych, w 1963 otrzymał tytuł profesora nadzwyczajnego, a w 1970 profesora zwyczajnego. W latach 1949–1950 pracował na Akademii Górniczej w Krakowie (od 1949 Akademia Górniczo-Hutnicza), 1950–1953 na Uniwersytecie Jagiellońskim, 1953–1955 na Uniwersytecie Marii Curie-Skłodowskiej w Lublinie, od 1955 w Akademii Rolniczej w Lublinie (do 1972 Wyższa Szkoła Rolnicza). Na tej ostatniej uczelni kierował Katedrą Mechanizacji Rolnictwa oraz Instytutem Mechanizacji Rolnictwa, w latach 1977–1980 pełnił funkcję dziekana Wydziału Techniki Rolnej i Leśnej. W latach 1983–1990 był profesorem SGGW w Warszawie.
Od 1969 członek korespondent, od 1980 członek rzeczywisty Polskiej Akademii Nauk, był m.in. przewodniczącym Komitetu Techniki Rolniczej, członkiem Prezydium PAN oraz sekretarzem Wydziału V Akademii (Nauk Rolniczych i Leśnych). Otrzymał doktoraty honoris causa Akademii Rolniczej w Lublinie (1985), Akademii Rolniczej w Krakowie (1989), Akademii Rolniczej we Wrocławiu (1993) i Akademii Rolniczej w Szczecinie (2007). 
Prowadził badania i prace głównie z mechaniki gleby i teorii maszyn rolniczych. Został odznaczony m.in. Krzyżem Komandorskim z Gwiazdą (2005), Oficerskim i Kawalerskim Orderu Odrodzenia Polski.

## Wybrane publikacje
- Teoria i konstrukcja maszyn rolniczych (1968, wspólnie z Henrykiem Bernackim i Czesławem Kanafojskim)
- Zagadnienia wymiany ciepła i masy w materiałach roślinnych (1973, współautor)
- Aktualne zagadnienia mechaniki gleb (1975, wspólnie z Adamem Pukosem)
- Właściwości cieplne ciał kapilarno-porowatych i metody ich pomiaru (1976, współautor)
- Gleba-maszyna-roślina (1977, wspólnie z Władysławem Byszewskim)